# سيل عمان
سيل عمان كان مجرى مائي يتدفق في وادي عمّان، في الأردن. وانطلاقًا من رأس العين بمياه الينابيع والأمطار، تدفق النهر باتجاه الشمال الشرقي لحوالي ستة كيلومترات باتجاه عين غزال، حيث كان يغذي ثاني أكبر نهر في الأردن، نهر الزرقاء، كرافد.
وتقع على طول ضفاف السيل عدة مواقع أثرية، بما في ذلك موقع عين غزال الذي يعود إلى العصر الحجري الحديث في أقصى شماله، فضلًا عن الآثار الرومانية اللاحقة المكونة من سبيل الحوريات ومنتدى مجاور للمسرح في جزئه الجنوبي. وفرة الموارد المائية جعلت عمان تُعرف تاريخيًّا باسم "مدينة المياه".
كانت المناطق المحيطة بالسيل من بين المناطق الأولى التي سكنها السكان بعد إعادة توطين الشركس في عمان في ثمانينيات القرن التاسع عشر. في ستينيات القرن العشرين، قامت بلدية عمان بتغطية نهر السيل بالخرسانة، في محاولة لمعالجة مستويات التلوث المتزايدة، وجفاف ينابيعه، والفيضانات المتكررة، وحركة المرور في منطقة وسط المدينة. ويمتد حاليًّا شارع على طول مجرى النهر السابق، والذي يعرف بشكل غير رسمي باسم سقف السيل، أي النهر المسقوف، ورسميًّا باسم شارع قريش.

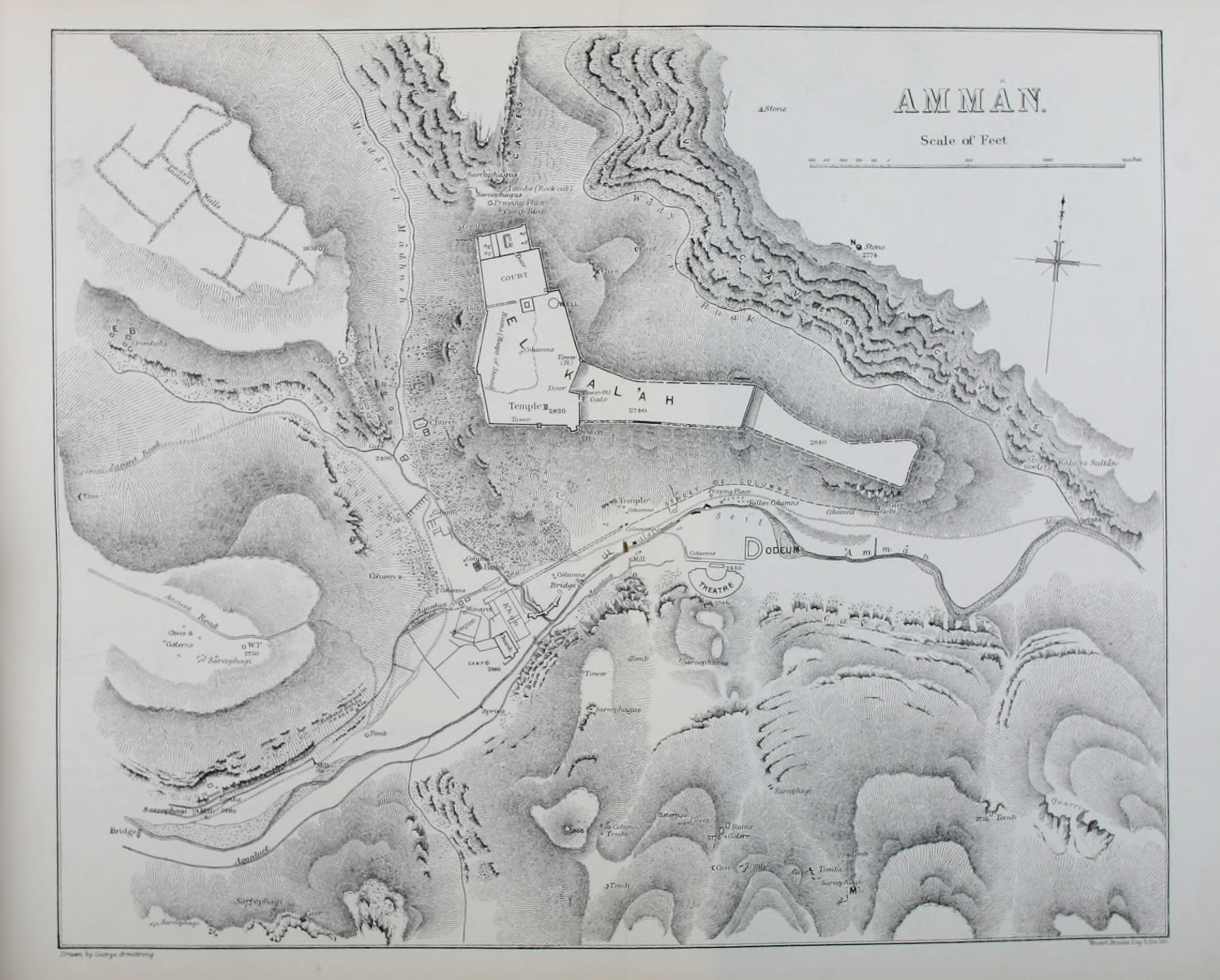
أول خريطة علمية لعمان عام 1881، ويظهر فيها السيل في وادي عمان على طول الآثار الرومانية

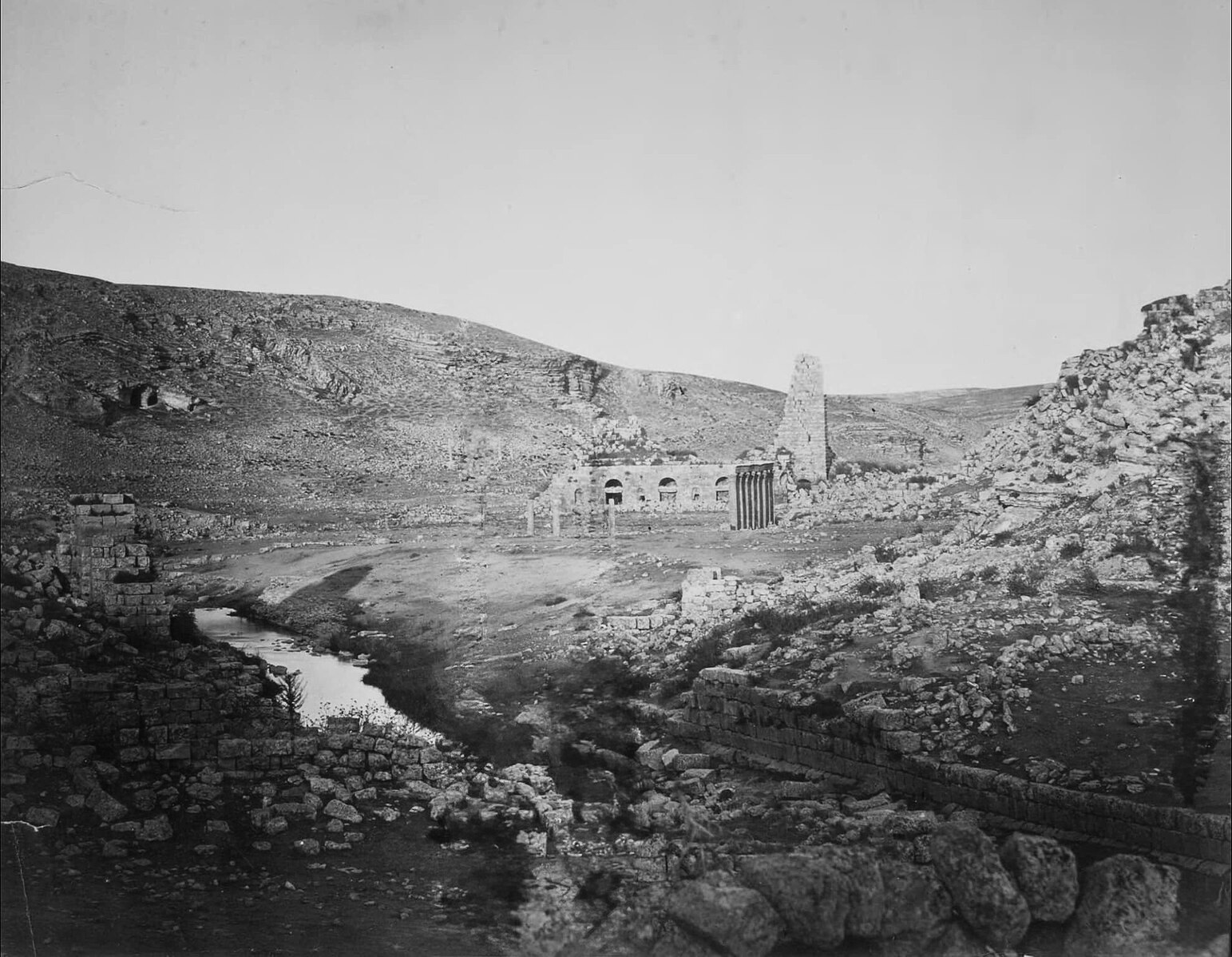
سيل عمان مع المسجد الحسيني في الخلفية، 1875

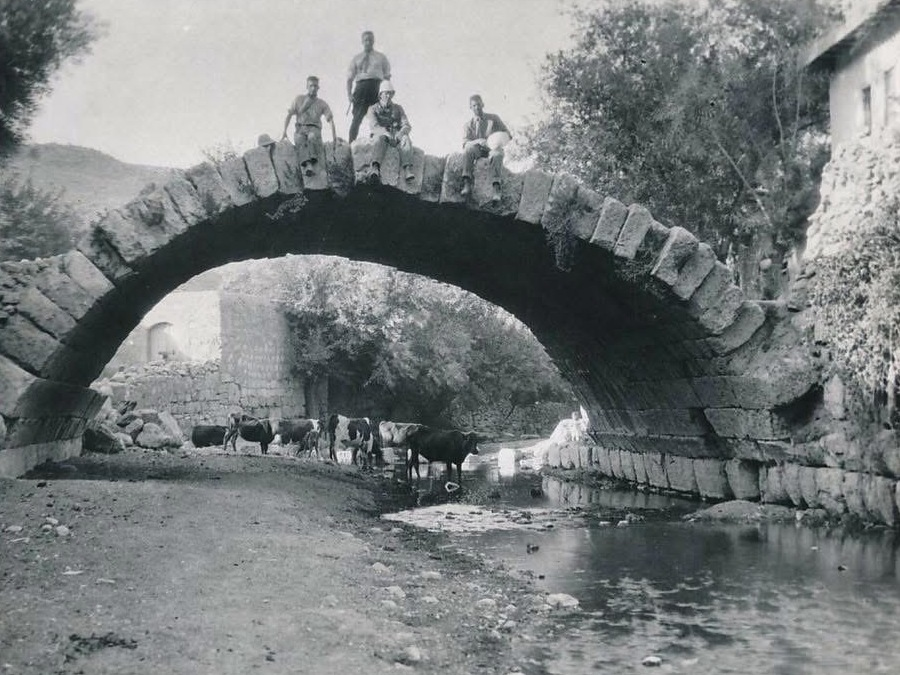
قوس من العصر الروماني فوق سيل عمان، 1940، والذي لم يعد موجودًا

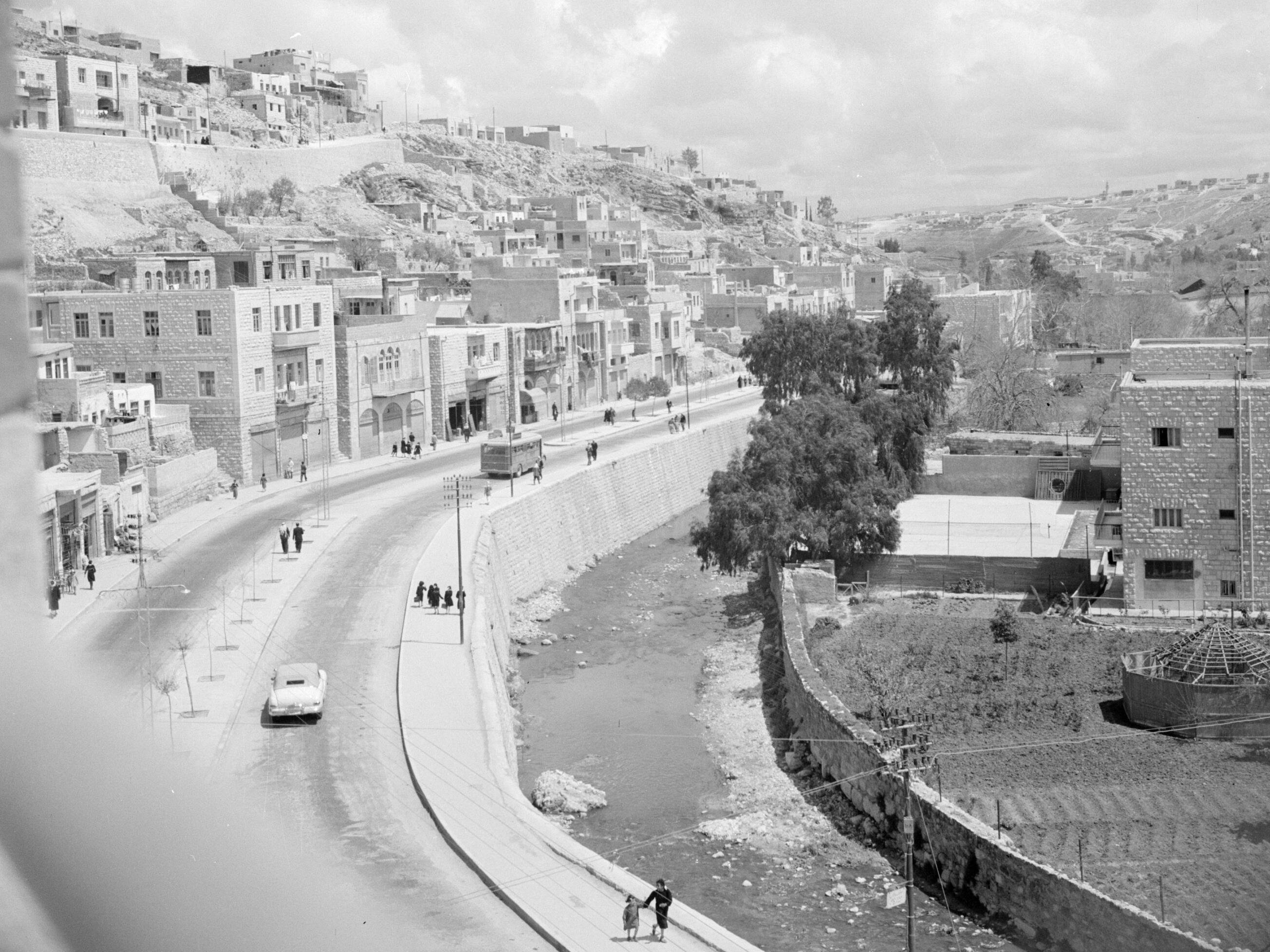
سيل عمان في الخمسينيات من القرن الماضي، في منطقة تعرف اليوم بسقف السيل أو شارع قريش

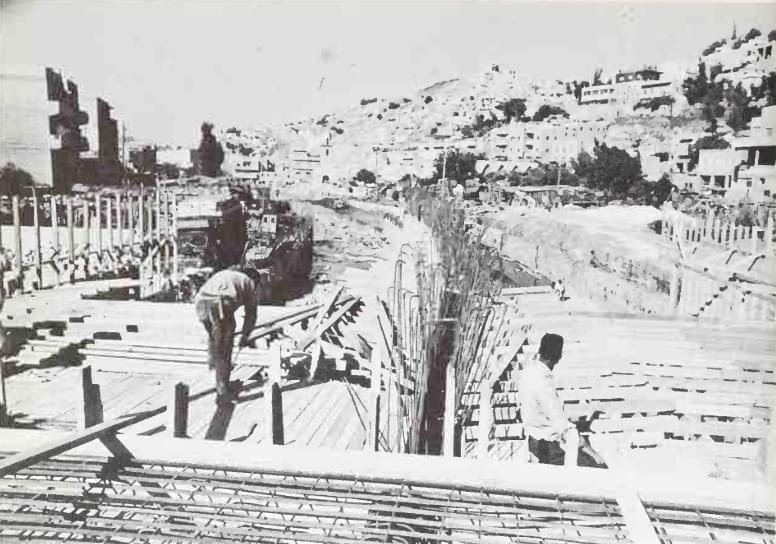
أعمال بناء قامت بها بلدية عمان لتسقيف السيل عام 1969، حيث أصبحت المنطقة تعرف بسقف السيل.

## الجغرافيا
يقع النهر في وادي عمّان، المعروف اليوم بمنطقة وسط المدينة، والذي تحيط به عدة جبال. يبدأ في منطقة رأس العين (أي "مصدر النبع")، حيث تتدفق مياه الينابيع والأمطار باتجاه الشمال الشرقي لحوالي ستة كيلومترات قبل أن تصل إلى منطقة عين غزال. هناك، يساهم في نهر الزرقاء، ثاني أكبر نهر في الأردن، باعتباره رافدًا. وفرة الموارد المائية جعلت عمان تُعرف تاريخيًا باسم "مدينة المياه".

## طالع أيضًا
- نهر الزرقاء
- عين غزال
- فيلادلفيا
- سبيل الحوريات
- الحمامات الرومانية في عمان
- عمون
- وسط مدينة عمان
- تل القلعة